# Stephan Werner von Dewitz
Stephan Werner von Dewitz (* 20. März 1726 in Cölpin; † 26. Januar 1800 in Schwerin) war Präsident des Geheimen Rates von Mecklenburg-Strelitz, später von Mecklenburg-Schwerin.

## Familie

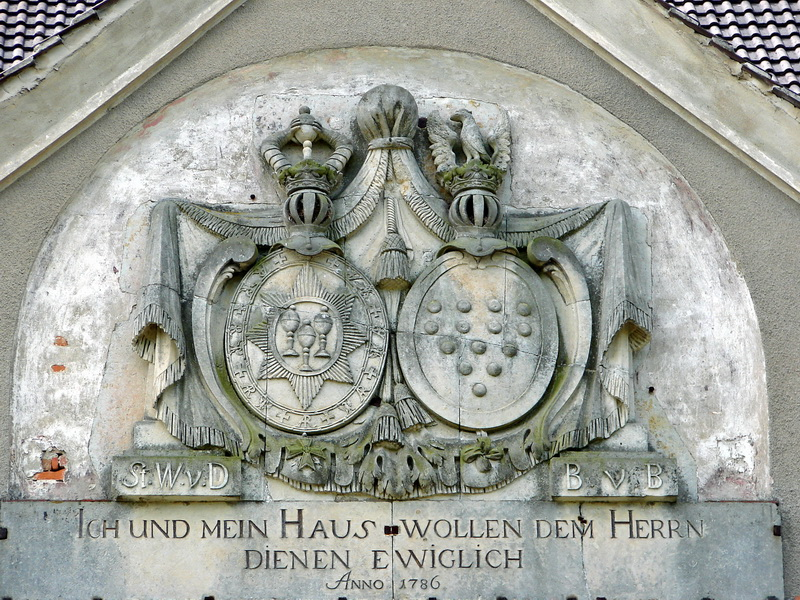
Allianzwappen von Stephan Werner von Dewitz und Bernhardine von Bülow am Herrenhaus Cölpin (1786)

Stephan Werner von Dewitz (Nr. 417 der Geschlechtszählung) entstammte der so genannten „Jobst Linie“ des alten pommersch-mecklenburgischen Uradelsgeschlechts von Dewitz. Er wurde geboren als Sohn des in dänischen Diensten stehenden Otto Balthasar von Dewitz, von dem er 1749 das Gut Cölpin in Südostmecklenburg erbte, und der Dorothea Elisabeth, geb. von Raven. Er hatte drei Brüder und sieben Schwestern. Verheiratet war er in erster Ehe mit Marie Helene Tugendreich, geb. von Bardeleben (1746–1767), die kurz nach der Geburt eines gemeinsamen Sohnes ebenso wie dieser starb. In zweiter Ehe heiratete er Bernhardine, geb. von Bülow (1747–1804; a.d.H. Cammin). Diese Ehe blieb kinderlos.
„Herr von Dewitz ist [1766] lang von Statur, schlank und blauäugig und schön von Gesicht. Er hat einen einnehmenden Anstand und ist dabei leutselig und gesprächig. Er ist mitunter ohne doch leichtsinnig zu sein, kühn zu großen Unternehmungen, aber nicht unbedachtsam, ein Wirt ohne daß man ihn einer zu großen Sparsamkeit beschuldigen könnte, und ein wahrer Verehrer der Religion ohne Bigotterie und Vorurteile.“

## Leben

### Mecklenburg-Strelitz
Nachdem er zunächst zu Hause erzogen wurde, schickten ihn seine Eltern 1742 für drei Jahre auf die Ritterakademie in Dom Brandenburg, Zögling 421, danach auf die Universität Jena. Nach Abschluss der Ausbildung trat er bei dem damals in Mirow lebenden apanagierten Prinzen, Herzog Carl (Ludwig Friedrich), eine Stelle als Kammerjunker an und geriet dadurch ins Zentrum der Aufklärung im Strelitzschen Landesteil. Als dieser 1752 starb, blieb er zunächst Rat von dessen Witwe. Nachdem kurz danach auch der regierende Herzog Adolf Friedrich III. starb, folgte als Regent im Landesteil Mecklenburg-Strelitz dessen Neffe, der erst fünfzehnjährige Herzog Adolf Friedrich IV. Wegen unklarer Hausgesetze und dem politischen Tauziehen im Vorfeld des Landesgrundgesetzlichen Erbvergleichs (LGGEV) ging der Regierungswechsel unter erheblichen Turbulenzen einher. Ziel der verschiedenen agierenden Parteien war es, die Vormundschaft über den neuen Regenten zu erlangen und dadurch eigene Verhandlungspositionen zu stärken. Adolf Friedrich III. hatte die Vormundschaft seiner Witwe übertragen. Die Gegenpartei unter Christian Ludwig II., regierender Herzog im Landesteil Mecklenburg-Schwerin, die auch Ansprüche auf die Vormundschaft anmeldete, marschierte daraufhin erfolgreich in Mecklenburg-Strelitz ein und übernahm dort die Regierung. Den jugendlichen Thronfolger hatte man in Begleitung von Dewitz jedoch schon im preußischen Ausland in Sicherheit nach Greifswald gebracht. 1753 erklärte Kaiser Franz I. den Herzog für volljährig, was den Konflikt beendete. Dewitz wurde mit dem dies belegenden Diplom nach Schwerin entsandt, um Christian Ludwig zu informieren. Nach der Rückkehr von Herzog Adolf Friedrich IV. aus Greifswald wurde Dewitz zum herzoglich mecklenburg-strelitzschen Wirklichen Hof- und Justizrat ernannt mit Sitz und Stimme in der herzoglichen Justizkanzlei. In dieser Funktion begleitete er den Herzog ab 1755 zu Reisen nach Frankreich, die Schweiz, Italien und Holland. Da er hierbei das Vertrauen des Herzogs gewinnen konnte, wurde er, inzwischen zum geheimen Legationsrat befördert, an die Höfe in Berlin, Hannover, Schwerin und zu den preußischen und schwedischen Armeen während des Siebenjährigen Krieges entsandt.
Nach weiteren Verwendungen im Dienste der herzoglichen Familie, wurde er 1760 zum Schlosshauptmann und 1761 zum Geheimen Rat berufen. Als 1762 Prinzessin Sophie Charlotte mit König Georg III. von England in London verheiratet wurde, wurde sie von Dewitz begleitet. Bei dieser Gelegenheit wurde der russische Gesandte Graf Keyserlingk auf ihn aufmerksam. Dieser bewirkte, dass Dewitz für Russland Großfürstlicher Geheimrat bei der Regierung in Kiel sowie Großfürstlich Wirklicher Gesandter in Regensburg wurde. Gemeinsam mit dem Prinzen Ernst erwarb er anlässlich seines Aufenthaltes in England in Oxford den Doktor der Rechte. 1767 bekleidete er das Amt des Oberhofmarschalles, bis er 1769 zum Geheimratspräsidenten von Mecklenburg-Strelitz befördert wurde. Dieses Amt übte er bis 1784 aus.

### Mecklenburg-Schwerin
1783 war in Schwerin der dortige Geheimerratspräsident Carl Friedrich Graf von Bassewitz gestorben. Dewitz wurde daraufhin angetragen, die dort verwaiste Position zu übernehmen. Nachdem ihm dies am 10. Februar 1784 durch Herzog Adolf Friedrich IV. bewilligt wurde, sagte er zu. Das Amt in Schwerin behielt er auch nach dem Tod des Herzogs Friedrich 1785 bis zu seinem Tod 1800 unter Herzog Friedrich Franz I.

## Verdienste und Ehrungen
Er besaß eine große Bibliothek und förderte das mecklenburgische Frühwerk von Samuel Buchholtz.
Das Herrenhaus in Cölpin wurde 1778 bis 1785 in seinem Auftrag erbaut.
In seine mecklenburg-schwerinsche Amtszeit fiel die Räumung der Städte Parchim, Lübz und Plau von preußischen Garnisonstruppen, nachdem die vier Ämter Eldena, Marnitz, Plau und Wredenhagen eingelöst worden waren. 1788 wurde der Zweite Grundgesetzliche Erbvergleich mit der Stadt Rostock vollzogen. Wesentliches Ziel seiner Regierung war im Übrigen die Industrie und den Handel, insbesondere die Woll- und Papierverfertigung, im Land zu fördern, was durch unterschiedliche Zollbeschränkungen (Wolle, Lumpen) erreicht werden sollte.
Er war Ritter des Stanislaus- und Weißen Adlerordens.